# Woodbury (New Jersey)
Woodbury város az USA New Jersey államában. Lakosainak száma 9963 fő (2020. április 1.).

## Népesség
A település népességének változása:

| 2010 | 10 174 |
| 2020 | 9 963  |